# Коттен, Камилль
Камилль Коттен (фр. Camille Cottin; род. 1 декабря 1978, Булонь-Бийанкур, Франция) — французская актриса.

## Биография
Камилль Коттен родилась в городе Булонь-Бийанкур в Иль-де-Франсе, недалеко от Парижа. Её отец — художник Жиль Коттен, а один из предков — Поль Коттен (1856–1932), директор парижской Библиотеки Арсенала. В 12 лет Камилль вместе с матерью и младшей сестрой переехала в Лондон, через пять лет вернулась обратно во Францию. В Англии Коттен училась во Французском лицее Шарля де Голля (фр. Lycée français Charles-de-Gaulle), потом изучала английскую и американскую литературу в Сорбонне и, получив образование, работала преподавателем английского языка. Параллельно она посещала курсы актёрского мастерства и играла на театральной сцене (например, в пьесе «Мастер и Маргарита» по роману Булгакова). В 2009 году Камилль снялась в рекламном ролике SoftBank, который поставил Уэс Андерсон, а в качестве главной звезды видео выступил Брэд Питт.
В 2013 году Коттен сыграла главную и единственную роль в серии скетчей Connasse, снимавшихся скрытой камерой, где она перевоплотилась в образ высокомерной и капризной парижанки. 70 эпизодов Connasse были показаны в эфире шоу Le Grand Journal на Canal+. В 2015 году по мотивам телевизионных скетчей вышел фильм «Идиотка — королева сердец» (фр. Connasse, princesse des cœurs): главная героиня, Камилла, отправляется в Лондон, чтобы выйти замуж за принца Гарри. Съёмки в образе Камиллы принесли Коттен популярность у зрителей и номинацию на премию «Сезар» за лучший дебют (выиграла Зита Анро), сделали её востребованной актрисой.
Коттен сыграла одну из главных ролей в комедийном сериале «Десять процентов» (четыре сезона с 2015 по 2020 год), номинированного на «Эмми» и французскую награду сферы шоу-бизнеса Globes de cristal. В 2016 году она снова снялась с Брэдом Питтом, на этот раз в шпионском триллере Роберта Земекиса «Союзники».
В январе 2025 года Камилль Коттен удостоилась звания кавалера ордена Почётного легиона.

## Фильмография

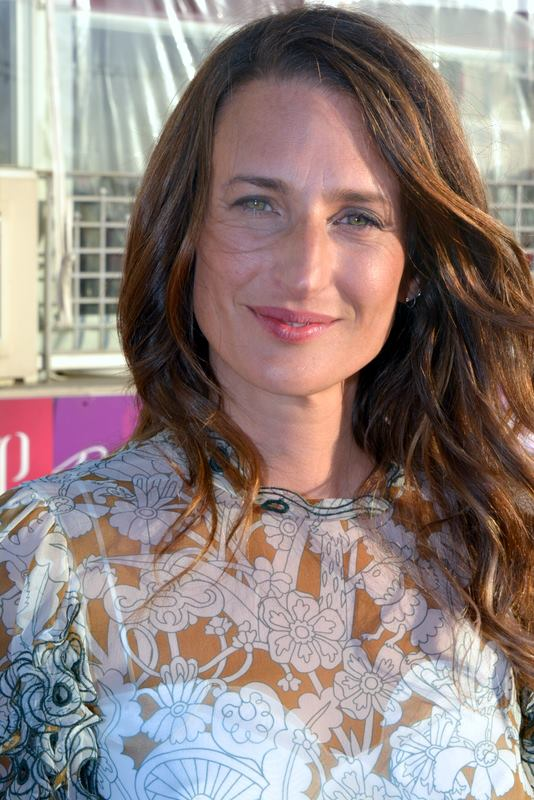
Камилль Коттен на кинофестивале в Кабуре (17 июня 2017)

| Кино       | Кино                       | Кино                          | Кино           | Кино       |
| Год        | Фильм                      | Оригинальное название         | Персонаж       | Примечания |
| ---------- | -------------------------- | ----------------------------- | -------------- | ---------- |
| 2001       | Ямакаси: Новые самураи     | Yamakasi                      |                |            |
| 2011       | Ограбление по-бельгийски   | Il était une fois, une fois   |                |            |
| 2013       | Газели                     | Les Gazelles                  | Эмили          |            |
| 2014       | В первый раз               | Toute Première Fois           | Клеманс        |            |
| 2015       | Наше будущее               | Nos futurs                    | Жеральдин      |            |
| 2015       | Идиотка — королева сердец  | Connasse, princesse des cœurs | Камилла        |            |
| 2015– 2020 | Десять процентов           | Dix pour cent                 | Андреа Мартель | ТВ-сериал  |
| 2016       | Сигареты и горячий шоколад | Cigarettes et Chocolat chaud  | Северин Грейо  |            |
| 2016       | Ирис                       | Iris                          | Натали Вассер  |            |
| 2016       | Союзники                   | Allied                        | Моник          |            |
| 2017       | Ой, мамочки                | Telle mère, telle fille       | Аврил          |            |
| 2018       | Брошенные                  | Larguées                      | Роуз           |            |
| 2018       | Семейная фотография        | Photo de famille              | Эльза          |            |
| 2018       | Ничего себе каникулы!      | Premières Vacances            | Флёр           |            |
| 2018       | Звери                      | Les Fauves                    | инспектор Камю |            |
| 2018– 2022 | Убивая Еву                 | Killing Eve                   | Элен           | ТВ-сериал  |
| 2019       | Тайна Анри Пика            | Le Mystère Henri Pick         | Жозефина Пик   |            |
| 2019       | Он и она                   | Deux Moi                      |                |            |
| 2019       | Одной волшебной ночью      | Chambre 212                   | Ирен           |            |
| 2021       | Тихий омут                 | Stillwater                    | Виржини        |            |
| 2021       | Мой легионер               | Mon légionnaire               | Селин          |            |
| 2021       | Дом Gucci                  | House of Gucci                | Паола Франки   |            |
| 2023       | Голда. Судный день         | Golda                         | Лу Каддар      |            |
| 2023       | Тони и её семья            | Toni, en famille              | Тони Ливеси    |            |
| 2023       | Призраки в Венеции         | A Haunting in Venice          | Ольга Семенова |            |
| 2024       | Империя                    | L'Empire                      | Королева       |            |
| 2024       | Всего на несколько дней    | Quelques jours pas plus       | Матильда       |            |
| 2024       | Три подруги                | Trois Amies                   | Алис           |            |
| 2024       | Искусство быть счастливым  | L'Art d'être heureux          | Сесиль Фуасс   |            |
| 2025       | Рембрандт                  | Rembrandt                     | Клэр           |            |

## Награды и номинации
Полный список наград и номинаций на сайте IMDb.
| Награды и номинации | Награды и номинации    | Награды и номинации          | Награды и номинации       | Награды и номинации |
| Год                 | Награда                | Категория                    | Фильм                     | Результат           |
| ------------------- | ---------------------- | ---------------------------- | ------------------------- | ------------------- |
| 2016                | Премия «Сезар»         | Самая многообещающая актриса | Идиотка — королева сердец | Номинация           |
| 2016                | Приз Сюзанны Бьянкетти | Самая многообещающая актриса |                           | Победа              |

## Личная жизнь
У Камилль Коттен двое детей: Леон (родился в 2009 году) и Анна (2015). Их отец — парижский архитектор, с которым Коттен состоит в отношениях почти 20 лет. В 2018 году он снялся в небольшой роли в фильме «Брошенные» вместе с самой Коттен, Камилль Шаму и Миу-Миу.